# Tsubasa: Reservoir Chronicle
Tsubasa: Reservoir Chronicle (яп. ツバサ-RESERVoir CHRoNiCLE- Цубаса рэдзабоа куроникуру) — популярная сёнэн-манга группы CLAMP в жанрах приключения, драма, фэнтези, романтика. Действие происходит в вымышленной вселенной. Сюжет повествует о Сакуре, принцессе королевства Клоу, которая потеряла душу, а Сяоран, юный археолог и друг детства Сакуры, отправляется в путешествие, чтобы спасти её. Ведьма Измерений Юко Итихара поручает ему отправиться в компании ещё двух человек — Куроганэ и Фая Д. Флоурайта. Они ищут воспоминания Сакуры, которые оказались разбросаны по различным мирам. Память Сакуры имеет форму перьев, и только она способна спасти её душу. Tsubasa была задумана, когда участницы группы CLAMP решили создать мангу, связанную со всеми их предыдущими работами. Дизайн главных героев был заимствован из ранее созданной манги Cardcaptor Sakura.
Манга выходила в журнале Shonen Magazine издательства Коданся с 21 мая 2003 года по октябрь 2009 года. Было выпущено 28 томов, к настоящему моменту манга завершена. В 2005 году манга была адаптирована в 52-серийный аниме-сериал. Аниме транслировали с 9 апреля 2005 по 4 ноября 2006 на канале NHK. В 2005 году также вышел короткометражный анимационный фильм под названием «Tsubasa Chronicle the Movie: The Princess of the Country of Birdcages» (Цубаса Куроникуру — Торикаго но куни но Химэгими). Он длится только 30 минут.
Позже вышла OVA «Tsubasa Tokyo Revelations». Её трансляция началась с 16 ноября 2007 года и закончилась 17 марта 2008 года. 17 марта 2009 года началась трансляция OVA «Tsubasa Shunraiki». Манга была лицензирована компанией Del Rey Manga для публикации на английском языке; также компанией Funimation Entertainment было лицензировано аниме.
Манга была благоприятно воспринята как японскими, так и английскими читателями. Продажи занимали лидирующие позиции — в Японии к сентябрю 2009 года было продано свыше 20 млн томов. И манга и аниме получили положительные отзывы критиков, хваливших художественное оформление произведения и его связь с предыдущими работами. Имеющие место в последних главах неожиданные повороты сюжета, которые, по мнению критиков, влияют на сюжет в целом, были преимущественно положительно оценены, но также были и раскритикованы за свою запутанность.

## Сюжет
История начинается с представления двух друзей детства — молодого археолога Сяорана, потомка великого мага Клоу Рида, который исследует руины в королевстве Клоу, и Сакуры, принцессы мира Клоу. Когда Сакура приходит к Сяорану в руины, её душа принимает форму двух призрачных крыльев, которые распадаются на перья и переносятся в другие измерения. Сакура оказывается при смерти, и Верховный жрец Юкито отправляет друзей к Ведьме Измерений Юко Итихаре, чтобы она спасла Сакуру. К Юко также приходят ещё два человека: ниндзя Куроганэ, который был изгнан принцессой своей страны, и маг Фай, сбежавший из своего мира, опасаясь мести могущественного мага, и больше не желающий туда возвращаться. В обмен на способность путешествовать между измерениями Юко требует от каждого из них отдать то, что для них наиболее ценно. Куроганэ предлагает свой меч Гинрю, Фай — татуировку, которая ограничивает его магическую силу, а Сяоран — свои отношения с Сакурой. Юко знакомит их с существом по имени Мокона Модоки, которое будет проводником и средством передвижения между измерениями. Группа отправляется в путешествие сквозь измерения в поисках перьев Сакуры. Поначалу вынужденные быть вместе, герои привязываются друг к другу и становятся настоящей командой, Фай даже в шутку называет Сяорана и Куроганэ родственниками. После удачного нахождения первых перьев к Сакуре начинает возвращаться память. Со временем герои узнают, что каждое перо обладает собственной уникальной силой и способно наделить ей своего владельца.
Во время путешествия в Токио группа узнаёт, что Сяоран на самом деле клон, в котором находится половина души настоящего Сяорана. Несколько лет назад Фэй Вонг Рид, колдун, из-за которого Сакура потеряла память, заключил настоящего Сяорана в темницу и создал его клон, чтобы тот искал перья Сакуры. Вскоре после того, как настоящему Сяорану удаётся освободиться, клон теряет своё сердце и становится бесчувственной куклой, которая следует за Фэй-Ваном. К группе присоединяются настоящий Сяоран и Сакура, желающая спасти клона. Предвидя будущее, где Фай в результате колдовства Фэй-Вана убивает настоящего Сяорана, Сакура берёт удар на себя, после чего её душа отделяется от тела и отправляется в Мир Снов. При попытке получить перья клон Сяорана уничтожает душу Сакуры. Перед исчезновением Сакура говорит, что она тоже клон настоящей Сакуры, взятой в плен Фэй-Ваном. Фэй-Ван завладевает телом Сакуры, чтобы воспользоваться её силой. От Юко группа узнаёт, что Фэй-Ван сейчас находится в альтернативном измерении королевства Клоу, появившимся в результате желания Сяорана спасти настоящую Сакуру от проклятия. Чтобы исполнить своё желание, Сяоран стал заложником Фэй-Вана.
Группа вступает в бой с Фэй-Ваном, а тот уничтожает предавшего его клона Сяорана. Затем колдун для воскрешения Юко использует силу двух Сакур, замораживает время в мире Клоу и провозглашает себя его повелителем. Юко использует свою жизненную силу и магию Клоу, чтобы клоны в прошлом родились заново и жили вместе. И хотя группе удаётся убить Фэй-Вана, тот успевает заманить Сяорана в промежуток между временем и пространством, и там же оказываются клон Сяорана и Ватануки. После смерти создателя клоны Сакуры и Сяорана исчезают, оставив после себя два пера. Сяоран и Ватануки бегут из пустоты, но теперь Сяоран должен будет вечно путешествовать по измерениям, а Ватануки останется в магазине Юко. Группа остаётся в королевстве Клоу на отдых. Фай, Куроганэ и Мокона решают когда-нибудь снова присоединиться к Сяорану, ведь они всё ещё надеются найти способ вернуть клонов к жизни. Перед расставанием Сяоран и Сакура признаются друг другу в любви и надеются когда-нибудь снова увидеться. В момент расставания они говорят друг другу, что их настоящие имена — Цубаса (в переводе с яп. — крылья).

## Список персонажей

Сяоран

Сакура

Куроганэ

Фай с Моконой в руках

Сяоран (яп. 小狼) — Сяоран абсолютно не помнит своего прошлого. Ещё в детстве он был усыновлён местным археологом, поэтому Сяоран очень часто помогает отцу в экспедициях и в раскопках. Всё своё детство он провёл с Сакурой. Когда Сакура теряет свои крылья памяти, Сяоран соглашается ей помочь. Он обладает достаточно мягким характером, но в бою решителен и твёрд в своём решении защитить Сакуру и найти её крылья. Впоследствии выясняется, что Сяоран, который появился в начале манги — всего лишь клон. На его правый глаз настоящий Сяоран наложил печать для того, чтобы у его клона была его душа. Клон Сяорана был создан Фэй-Ван Ридом для того, чтобы собирать перья Сакуры и без колебаний убивать всякого, кто встанет у него на пути. Настоящий Сяоран более молчаливый и одинокий. Он забрал свою душу обратно и стал собирать перья Сакуры вместо своего клона.
Сэйю: Мию Ирино
Сакура (яп. 桜／サクラ) — Принцесса мира Клоу. В самом начале манги пытается признаться в любви Сяорану, но стесняется, а позднее теряет крылья памяти и забывает всю свою жизнь. Она очень улыбчивая, доброжелательная и верит, что всё будет хорошо. В начале манги она всё время заботилась об окружающих. Впоследствии Сакура катастрофически меняется — она перестаёт улыбаться и теряет веру в жизнь, а всё потому, что клон Сяорана ушёл. После случившегося Сакура решает искать перья одна, чтобы не подвергать опасности близких и дорогих ей людей. Также оказывается, что она сама клон настоящей Сакуры, созданный Фэй-Ван Ридом.
Сэйю: Юи Макино
Куроганэ (яп. 黒鋼) — ниндзя, изгнанный из мира под названием Япония. В начале аниме у него был меч Гинрю: 銀龍 («Серебряный дракон»), но он отдал его Юко в качестве платы за возможность перемещаться между мирами. Куроганэ получил новый меч «Сохи» («Голубой Лёд») в мире под названием Ото и стал учить Сяорана разным приёмам боя на мечах. Мать Куроганэ убил Фэй-Ван и попытался заключить с Куроганэ договор. Договор заключался в том, что Куроганэ перейдёт в рабство к Фэй-Вану, а Фэй-Ван воскресит из мёртвых мать Куроганэ, но в конечном счете, Куроганэ отказался. Куроганэ путешествует вместе с Сяораном, потому что принцесса Томоё изгнала его из родного мира за чрезмерную жестокость (Куроганэ никогда не щадил своих соперников в бою и всегда их убивал) и наложила на Куроганэ проклятье, заключавшееся в том, что если Куроганэ убивал своего врага, его сила уменьшалась.
Сэйю: Тэцу Инада
Фай Д. Флоурайт (яп. ファイ・Ｄ・フローライト фай ди фуро:райто) — маг, бежавший из страны Целес. Он никогда не пользуется магией из-за того, что Юко забрала у него сдерживающую татуировку. В Фае заключена огромная сила. Несмотря на нежелание причинять вред кому-либо, Фай совершенно неспособен к исцеляющей и восстановляющей магии, зато с легкостью обучается атакующей и разрушающей. Настоящее имя Фая — Юй (Юи). Он родился в стране Валерии вместе с братом-близнецом. Фай — имя его брата. Рождение близнецов посчитали плохим знаком, но убить не осмелились, чтобы не навлечь на страну ещё большие беды. Фая и Юя решили разлучить и заточить в долине, где не действует магия: Фая — в башне, а Юя — у её подножия. Там они узнали, что король Валерии после их рождения сошёл с ума и начал убивать всех жителей, а затем покончил с собой. Маг Фэй-Ван Рид использовал ситуацию и предложил сделку одному из близнецов: он сможет спасти одного за счет заточения другого. После заключения сделки и смерти одного из близнецов за мальчиком пришёл король Асюра. Мальчик сказал, что его зовут Фай. Фай жил с Асюрой, но всё время мечтал оживить своего брата. Ценой за спасение были два проклятья, о которых Фай не должен был помнить. Первое: он должен был убить того, чья магия сильнее. Второе уничтожало мир, если Фай не убьет короля Асюру, своего воспитателя. Асюра поместил на спину Фая татуировку, которая ограничивает рост волшебной силы мага. Асюра надеялся, что так его магия сможет однажды превзойти силу его воспитанника. Однажды безумие взяло верх, и Асюра начал уничтожать жителей своей страны. Не желая убивать своего спасителя и воспитателя, Фай запечатал Асюру и отправился в путешествие, как ему предсказал Фэй-Ван Рид.
Сэйю: Дайсукэ Намикава
Мокона Модоки (яп. ソエル／モコナ) — Существо, подаренное ведьмой измерений Юко Сяорану, Фаю и Куроганэ для того, чтобы они могли перемещаться между мирами. Платой за Мокону оказалось самое дорогое, что есть у героев. У Моконы также есть близнец — Чёрная Мокона, обе Моконы почти одинаковы, не считая их цвета. В манге не сообщается настоящий пол Моконы, однако в 15 серии второго сезона аниме белая Мокона говорит, что она девочка.
Сэйю: Мика Кикути

### Эпизодические
Араси — персонаж из аниме/манги X/1999.

Сэйю: Акико Хирамацу
Рюо — персонаж из аниме/манги RG Veda. Друг Сяорана.

Сэйю: Дзюнко Минагава
Сората — персонаж из аниме/манги X/1999.

Сэйю: Акио Суяма
Сэйсиро — персонаж из аниме/манги X/1999. В мире Клоу научил Сяорана драться.

Сэйю: Хироки Тоти
Томоё — принцесса из мира Куроганэ.

Сэйю: Маая Сакамото
Тоя — король из мира Клоу, старший брат Сакуры.

Сэйю: Синъитиро Мики
Юкито — Верховный жрец, друг детства Тои.

Сэйю: Коки Мията
Юко (Ю:ко) — Ведьма Измерений. Персонаж манги ×××HOLiC.

Сэйю: Саяка Охара

## История создания
Создание манги Tsubasa: Reservoir Chronicle началось, когда четыре художницы группы CLAMP задумали связать свои ранние работы, действие которых разворачивалось в реальном мире, с работами о вымышленных мирах. До начала работы над Tsubasa: Reservoir Chronicle группа создала мангу Cardcaptor Sakura, из которой были заимствованы несколько персонажей. CLAMP решила рисовать мангу, используя стиль, впервые задуманный Осаму Тэдзукой и известный как Osamu Tezuka's Star System. По этой системе персонажи с одним и тем же именем и прорисовкой использовались в нескольких сеттингах. За три месяца до публикации манги Tsubasa: Reservoir Chronicle в журнале Young Magazine началась публикация манги xxxHolic, главные персонажи которой, Кимихиро Ватануки и Юко Итихара, с теми же именами попали и в Tsubasa: Reservoir Chronicle. Мокона занималась рисованием главных персонажей, в то время как Цубаки Нэкои и Сацуки Игараси рисовали второстепенных персонажей и окружение. Нанасэ Окава занималась разработкой сюжета, при этом остальным членам группы о сюжете ничего не сообщалось. В окончательном варианте сценария группа главных героев путешествует в том числе через сеттинги ранее созданных группой CLAMP произведений.
Во время создания сюжетной арки Ото Окава и Китиро Сугавара, редактор CLAMP из журнала Weekly Shonen Magazine, дали интервью. Окава сообщила, что группа прекрасно осознаёт тот факт, что целевой аудиторией Shonen Magazine являются преимущественно молодые читатели, и что это их первая работа в жанре сёнэн. Тем самым члены CLAMP гарантировали, что использованный в манге стиль и диалоги подойдут для мальчиков и юношей. В манге для облегчения чтения присутствует фуригана. Для достижения большего эффекта группа часто советовалась с Сугаварой относительно сюжета. В интервью Окава отметила, что сюжетная линия существенно изменилась во время арки Джейд — из «истории ужасов» она перелилась в «мистический детектив».
После решения опубликовать мангу в журнале Weekly Shonen Magazine членам CLAMP пришлось внести корректировки в свой стиль рисования. Их обычные тонкие линии не принесли желаемых результатов, и поэтому Окава выразила желание сделать линии толще и использовать более простые расположения кадров по принципу других историй, ранее опубликованных в Shonen Magazine. Она отмечала, что группа поначалу рисовала в своём обычном стиле, чтобы привлечь внимание первых читателей, а затем плавно перешла на новый стиль. При создании сюжетной арки Ото их художественный стиль вновь претерпел изменения — с этого момента они решили вернуться к своему обычному стилю. При работе группе также пришлось приспосабливаться к недельному графику; при создании своих предыдущих произведений они обычно работали по месячному графику. Сугавара выразил беспокойство по поводу того, что художницам CLAMP приходилось усиленно работать, чтобы уложиться в еженедельный выпуск манги Tsubasa: Reservoir Chronicle, одновременно с которой публиковалась также и xxxHolic. Окава хотела, чтобы обе манги (Tsubasa: Reservoir Chronicle и xxxHolic) имели чётко спланированный сюжет, поэтому группа старалась избегать пересечений между двумя произведениями. Основная идея заключалась в том, что в обеих сериях главные герои были взяты из ранних произведений, но теперь они получали другой характер и внешний вид. Ближе к концу предполагалось сделать их сосуществующими в одной реальности. Так как Tsubasa была связана с xxxHolic, то дизайны персонажей тоже должны были быть схожи; в Tsubasa местами проявлялся стиль искусства Укиё-э, где персонажи обычно имеют длинные конечности. На вопрос, оказала ли какая-либо другая работа влияние на концепцию параллельных миров, Окава ответила, что не увлекается научной фантастикой, а все миры из Tsubasa уже фигурировали в других произведениях. И в то же время она не хотела обособлять мангу с ранними работами. Окава также отметила, что хотя персонажи одни и те же, их черты и личности были изменены в связи с иным сюжетом.

## Медиа-издания

### Манга
Написанная и проиллюстрированная группой CLAMP, манга Tsubasa: Reservoir Chronicle публиковалась в Японии в журнале Weekly Shonen Magazine в период с мая 2003 года по октябрь 2009 года. 233 главы, которые назывались «Chapitre» (яп. シャピトル Сяпитору), (французское произношение слова «Chapter» рус. Глава), были объединены в 28 танкобонов, первый из которых вышел 12 августа 2003 года, а последний — 17 ноября 2009 года. Все тома были опубликованы в эксклюзивных изданиях, содержащих цветные страницы и новые иллюстрации.
Tsubasa вошла в число первых четырёх серий манги (среди которых также были Mobile Suit Gundam SEED, Negima!: Magister Negi Magi и xxxHolic), которые в январе 2004 года были лицензированы компанией Del Rey Manga для публикации на английском языке. Del Rey выпустила первый том серии 27 апреля 2004 года, а последний — 23 ноября 2010 года. Tanoshimi, британское подразделение американской издательской компании Random House, публиковало первые 14 томов в Великобритании с 3 августа 2006 года по 5 июня 2008 года.

### Аниме
Анимационной студией Bee Train манга была адаптирована в аниме-сериал под названием Tsubasa Chronicle (яп. ツバサ･クロニクル Цубаса Куроникуру), поделённый на 2 сезона и насчитывающий в общей сложности 52 серии. Сценарий был написан Хироюки Кавасаки, режиссёром выступил Коити Масимо, а ко второму сезону к проекту в качестве второго режиссёра присоединился Хироси Мориока. Музыка к сериалу была написана Юки Кадзиурой. Вещание первого сезона (26 серий) проходило по субботам в 18.30 по телеканалу NHK с 9 апреля по 15 октября 2005 года. Второй сезон демонстрировался с 29 апреля по 4 ноября 2006 года. Японская компания Bandai Visual в период с 26 августа 2005 года по 23 февраля 2007 года выпустила сериал на 14-ти DVD-дисках. 26 октября и 25 ноября 2011 года сериал был выпущен в двух бокс-сетах.
В январе 2006 года компания Funimation Entertainment лицензировала оба сезона под заглавием Tsubasa: Reservoir Chronicle для выпуска на английском языке. В Северной Америке сериал был выпущен на 12-ти DVD-дисках. Funimation выпустила диски в двух коллекциях, каждая из которых состояла из шести дисков. DVD-сборник из первого сезона и фильма был выпущен 19 января 2010 года. 4 мая 2010 года сериал был переиздан в формате Blu-ray. Также Funimation при содействии компании Revelation Films выпустила первый сезон Tsubasa: Reservoir Chronicle в Великобритании. С 1 сентября 2008 года началось вещание сериала в английском дубляже по каналу Funimation Channel в Соединённых Штатах. Revelation Films дал согласие на выпуск в Великобритании второго сезона аниме, однако выпуска так и не последовало.

### Анимационный фильм
Анимационный фильм The Princess in the Birdcage Kingdom, созданный по мотивам оригинального аниме-сериала, был впервые продемонстрирован в японских кинотеатрах 10 августа 2005 года параллельно с фильмом xxxHolic: A Midsummer Night's Dream. Сюжет фильма продолжает оригинальную историю — Сяоран и его друзья продолжают своё путешествие в поисках перьев Сакуры. Они находят одно перо в Стране Птичьих Клеток и, чтобы заполучить его, вступают в схватку с королём мира. Режиссёром фильма выступил Ицуро Кавасаки, сценарий был написан Мидори Гото и Дзюнъити Фудзисаку. Дизайны персонажей были созданы Ёко Кикути, музыка была написана Юки Кадзиурой. Студия Shochiku выпустила фильм в формате DVD 25 февраля 2006 года в Японии. 19 февраля 2009 года компания Funimation выпустила фильм в английском дубляже на одном DVD-диске; на том же диске был записан и фильм xxxHolic. 19 января 2010 года фильм был выпущен в комплекте с первым сезоном аниме, а 4 мая того же года — переиздан в формате Blu-ray вместе со вторым сезоном.

### OVA
На студии Production I.G были созданы 2 OVA-сериала. Режиссёром был Сюнсукэ Тада, сценарий был написан Нанасэ Окавой, музыка была создана Юки Кадзиурой. Первая OVA Tsubasa Tokyo Revelations (яп. ツバサ TOKYO REVELATIONS), состоящая из 3 серий, выпускалась с 16 ноября 2007 года по 17 марта 2008 года на DVD-дисках, в комплекте с которыми поставлялись три тома манги. Сюжет основан на концовке аниме и рассказывает о прибытии группы Сяорана в постапокалиптический Токио, где обнаруживается связь между Сяораном и мальчиком, очень на него похожим. Двухсерийная OVA под названием Tsubasa Spring Thunder Chronicles (яп. ツバサ春雷記 Цубаса Сюнраики) была выпущена на двух дисках. Первый диск, выпущенный 17 марта 2009 года, поставлялся с 26-м томом манги, а в комплекте ко второму, вышедшему 15 мая 2009 года, шёл 27-й том. В сериях описывается путешествие главных героев в Сэрэсу, где они ищут способ вернуть душу Сакуры обратно в тело. В мае 2010 года компания Funimation анонсировала приобретение лицензии на оба сериала, которые 4 января 2011 года были выпущены под заглавием Tsubasa: RESERVoir CHRoNiCLE - OVA Collection в форматах DVD и Blu-ray. В июне 2011 года Funimation начала распространение всех пяти серий через официальный веб-сайт.

### Аудиодиски
Оригинальный саундтрек аниме был выпущен в четырёх музыкальных альбомах под названием Future Soundscape I~IV. Выпуск осуществлялся компанией Victor Entertainment с 6 июля 2005 года по 21 сентября 2006 года в обычном и ограниченном изданиях. В дополнение к этому 20 декабря 2006 года был выпущен сборник музыки под названием Best Vocal Collection, куда вошли 14 вокальных треков из аниме. Все издания попали в чарты Oricon, 39-е место в них занял альбом Future Soundscape I.
Было выпущено десять музыкальных альбомов, каждый из которых содержал тематическую музыку в различных вариациях. Для аниме Tsubasa Chronicle в период с 10 мая 2005 года по 14 июля 2006 года было выпущено четыре макси-сингла: Loop, Blaze, It's и Kazemachi Jet / Spica. Для анимационного фильма Tsubasa Chronicle the Movie: The Princess of the Country of Birdcages было создано два макси-сингла: Aerial и Amrita. Для OVA-адаптаций было создано два макси-сингла, Synchronicity и Saigo no Kajitsu / Mitsubashi to Kagakusha, а также два студийных альбома — Kazeyomi и Everlasting Songs. В чартах Oricon самую высокую позицию получил сингл Loop, занявший 7-е место и в течение девяти недель остававшийся в чарте.
Компания Victor Entertainment выпустила три аудиопьесы под названием «The Matinée of the Palace»; за основу было взято аниме, героев озвучили те же сэйю. Первая пьеса Chapter.1 ~Coral, the City on the Water~ вышла 16 декабря 2005 года, вторая Chapter.2 ~Impossible Goal~ — 1 февраля 2006 года, и последняя — 24 марта 2006 года. В чартах Oricon наиболее высокую позицию занял альбом Chapter.2 ~Impossible Goal~, получивший 161-е место. Четыре другие аудиопьесы под общим названием «Private High School Holitsuba» выпускались в период с 2006 по 2009 года, одна из частей была основана на оригинальной манге. Их действие происходит в альтернативной реальности, персонажи из серий Tsubasa и xxxHolic здесь являются учениками и учителями вымышленной школы «Holitsuba».

### Видеоигры
Видеоигра под названием Tsubasa Chronicle (яп. ツバサクロニクル), разработанная компанией Cavia и основанная на одноимённом аниме, была выпущена в Японии 27 октября 2005 года для приставки Nintendo DS. Tsubasa Chronicle — ролевая игра, в которой игрок в роли Сяорана исследует мир в поисках фрагментов памяти Сакуры. Игрокам доступен режим схватки между собой. Выпуск сиквела Tsubasa Chronicle Volume 2 (яп. ツバサクロニクル Vol.2) состоялся 20 апреля 2006 года. По геймплею эта игра схожа с предыдущей Tsubasa Chronicle.

### Артбуки и фанбуки
На основе аниме Tsubasa: Reservoir Chronicle были созданы два фанбука. Их публикацией в Японии с 2005 по 2006 года занималось издательство Kodansha. Фанбуки содержат в себе иллюстрации персонажей и информацию о них, коллекцию музыкальных клипов и интервью с актёрами озвучки. Первая книга под названием TV Animation Tsubasa Chronicle Official Fanbook (яп. TV ANIMATION ツバサ･クロニクル OFFICIAL FANBOOK) была опубликована 17 мая 2005 года, вторая TV Animation Tsubasa Chronicle 2nd Season Official Fanbook (яп. TV ANIMATION ツバサ･クロニクル 2nd SEASON OFFICIAL FANBOOK) — 16 июня 2006 года. Компания DH Publishing 25 мая 2008 года опубликовала книгу на английском языке Tsubasa Chronicle Factbook: Mystery, Magic and Mischief, а также серию Mysteries and Secrets Revealed! из 18 книг.
Издательством Kodansha в Японии были выпущены три артбука с иллюстрациями. Первая книга TV Animation Tsubasa Chronicle Best Selection (яп. TV ANIMATION ツバサ･クロニクル BEST SELECTION) была опубликована 17 апреля 2006 года (ISBN 978-4-06-372138-6). Вторая книга под названием Tsubasa Original Illustrations Collection –Album De Reproductions- (яп. ツバサ原画集-ALBuM De REProDUCTioNS-) вышла 17 апреля 2007 года, в неё был включён арт из первых 14 томов манги. Английское издание книги ALBuM De REProDUCTioNS вышло 8 декабря 2009 года и содержало в себе один короткий рассказ Tsubasa: World of the Untold Story, являющийся дополнением к томам манги. Ещё один артбук Tsubasa Original Illustrations Collection –Album De Reproductions- 2 (яп. ツバサ原画集-ALBuM De REProDUCTioNS- 2) был опубликован 17 ноября 2009 года; в него вошли рисунки из заключительных 14 томов.
Также в Японии были опубликованы два справочника, которые впоследствии вышли и в Северной Америке. В них содержалась информация обо всех имеющихся в произведении мирах, информация о персонажах, рассказы поклонников, интервью. Книга Tsubasa: Reservoir Chronicle Character Guide (яп. ツバサ CARACTere GuiDE Tsubasa Caractère Guide) вышла 15 апреля 2005 года и покрывала события с первого тома по седьмой. На английским языке она была опубликована 16 декабря 2006 года. Справочник Tsubasa: Reservoir Chronicle Character Guide 2 (яп. ツバサ CARACTere GuiDE 2 Tsubasa Caractère Guide 2) был опубликован 17 октября 2006 года на японском языке, а 13 октября 2009 года — на английском. Другая связанная книга под заглавием Soel and Larg: The Adventures of Mokona Modoki (яп. ソエルとラーグ―モコナ=モドキの冒険 Soel to Larg: Mokona=Modoki no Bōken) была издана компанией Kodansha 17 июля 2004 года. События книги предшествуют произведениям xxxHolic и Tsubasa и повествуют о жизни двух Мокон с тех пор, как их создали Клоу Рид и Юко Итихара.
Две книги, посвящённые музыке из аниме Tsubasa: Reservoir Chronicle, были опубликованы Kodansha в Японии. Первая книга Tsubasa Chronicle Piano Solo Album (яп. 楽しいバイエル併用 ツバサクロニクル ピアノソロアルバム) вышла 30 августа 2005 года, в ней была описана фортепьянная музыка из саундтрека серии. Книга Tsubasa Chronicle Piano Solo Album 2 (яп. 楽しいバイエル併用 ツバサクロニクル ピアノソロアルバム オープニング・エンディング・劇中曲を収載!!) была опубликована 24 июля 2006 года.

## Отзывы и критика

### О манге
Манга Tsubasa: Reservoir Chronicle была благоприятно воспринята японскими читателями и несколько раз фигурировала в списках бестселлеров. В сентябре 2009 года было объявлено о том, что продажи первых 27-ми томов в Японии превысили 20 млн копий, что сделало мангу одним из наиболее популярных произведений группы CLAMP. После публикации первого тома на английском языке 17 апреля 2004 года к маю его продажи составили 2 330 копий, что принесло ему место в списке 100 продаж месяца. Том оказался на пятой позиции в списке сети книжных магазинов Waldenbooks за 2004 год, что было большим успехом даже для манги. С момента выпуска манга несколько раз занимала позицию в первой десятке списка «Manga Top 50», а в четвёртом квартале 2007 года удостоилась там третьего места. К ноябрю 2006 года в Северной Америке было продано свыше одного миллиона томов манги. К 2010 году серия заняла 19-е место как наиболее продаваемая манга по версии ICv2. На аниме-фестивале Anime Expo в 2009 году манга стала победителем в категории «Best Manga — Action». На информационном сайте About.com в статье «36 Great Manga Missed by the Eisner Awards» манга была помещена на 29-ю позицию, а книга Tsubasa ALBuM De REProDUCTioNS — на третью. Tsubasa также была удостоена награды «Best Manga Awards For 2005» в категории «Best Shounen» от Mania Entertainment. В 2007 году манга была номинирована на премию American Anime Awards, однако из-за ошибки ответственных за номинацию людей её анонс оказался в числе последних.
Tsubasa: Reservoir Chronicle была преимущественно положительно воспринята обозревателями, отмечавшими, что в связи с наличием в произведении уже знакомых персонажей манга понравится всем поклонникам группы CLAMP. Первоначально манга была определена поклонниками как «Cardcaptor Sakura для мальчиков». Фанаты предполагали, что манга либо будет являться заключением к незавершённой работе X, либо станет продолжением Cardcarptor Sakura, где основное внимание будет уделено Сяорану. Критики отмечали, что в манге имеет место множество сюжетных поворотов, Кэтрин Лютер из About.com по этому поводу писала, что «это возможно самый запутанный сюжет, который мы встречали в аниме и манге за последнее время». Михаил Куликов из Anime News Network, отзываясь о первой половине серии, обозначил мангу как «полностью предсказуемую», а Мелисса Гарпер сообщила, что с её точки зрения сюжет «вялый и немного скучноватый». В то же время Михаэль Аронсон из Manga Life нашёл мангу привлекательной и понятной для читателей, ранее не знакомых с творчеством группы CLAMP, и выразил надежду на то, что в последующих томах манга останется такой же. Он также посчитал, что связь между Tsubasa: Reservoir Chronicle и xxxHolic может склонить читателя к прочтению ранних работ CLAMP. Меган Лейви из Mania Entertainment посчитала вступление «самой обычной любовной историей», порождающей симпатию к персонажам. Ей также понравилась связь манги с xxxHolic, и она понадеялась, что в дальнейшем сюжеты обеих серий пересекутся. Джулия Грей из Comic Book Bin в общем обзоре манги дала положительную оценку многогранным личностям персонажей и сюжету первых десяти томов. Она порекомендовала людям покупать эту мангу. Блейк Веймир посчитал, что путешествия между мирами были хорошо оформлены, и отметил, что сюжетные арки из драматических становятся чарующими. 
Начиная с 15-го тома в манге начинают преобладать резкие повороты сюжета, обозначенные рецензентами из Anime News Network как «ошеломляющие» и в то же время путающие читателя, так как одновременно представляется сразу несколько сюжетных линий. Другие критики положительно отзывались о подобном явлении — по их мнению, оно «позволяет истории развиваться в своём естественном направлении и не даст читателю заскучать». Сюжетные перипетии и постоянно меняющиеся отношения между главными героями были похвалены; «многие создатели манги обычно не прибегают к такому неординарному способу повествования». Холли Эллингвуд из Active Anime назвала сюжетные повороты «самыми шокирующими событиями во всём произведении», отметив также, что многие моменты всё же остаются для читателей загадкой, что побуждает их к чтению последующих томов. Эллингвуд рассмотрела последние тома и нашла интригующими последние сюжетные моменты; ей также понравилась чёткая связь между персонажами из Tsubasa и xxxHolic. Критики обозначили художественный стиль произведения как «присущий группе CLAMP» с высоким, а иногда даже чрезмерным уровнем детализации, особенно в моменты действия. Рисунок был обозначен как «стильный и динамичный, характеризующийся большим количеством завитков» и «способный оживить многие сцены в манге». Эд Сайзмор из Comics Worth Reading подчеркнул, что каждое измерение, где оказываются главные герои, характеризуется своими уникальными чертами, и «здесь нет двух похожих друг на друга миров». И в то же время обозревателями было отмечено, что объём деталей и гамма контрастов хотя и выглядят красиво, но часто приводят к тому, что сцена становится непонятной для читателя. Критиками было одобрено включение в мангу переводных сносок, осуществлённое Del Rey Manga, которое позволило не переводить некоторые японские слова, а давать им обозначение в сносках.

### Об аниме
Критики описывали аниме-адаптацию как вялую, но в то же время имеющую прекрасное музыкальное оформление. Карл Кимлинджер из Anime News Network раскритиковал режиссёра Коити Масимо за «снижение энергичности сюжета оригинала» и «большое количество флешбеков», а аниме обозначил как «совершенно шаблонное». Кристофер Симан из Active Anime придерживался двоякого мнения, сочтя темы романтики и магии привлекательными для молодой аудитории; он заключил, что «подростки получат большое удовольствие от сериала», и положительно отозвался о сюжете и затронутых в нём темах. Тодд Дуглас из DVDTalk присвоил аниме статус «настоятельно рекомендуемое»; он посчитал сериал «полностью самостоятельным» несмотря на многие заимствования. Дуглас отметил, что и во втором сезоне аниме продолжает радовать зрителей, и посчитал, что у них не будет причин недолюбливать Tsubasa. Он также положительно отозвался о повествовании и персонажах. Кимлинджер похвалил «прекрасное» музыкальное оформление, созданное Юки Кадзиурой. Комментарии обозревателя Mania Entertainment Криса Бевериджа были во многом схожи с ранее высказанными — он положительно воспринял анимацию, а особое внимание акцентировал на доступности сериала зрителю. Он сказал, что даже люди, ранее не знакомые с творчеством группы CLAMP, полюбят этот сериал, в противоположность тем, кому аниме «сразу не понравится». Положительный комментарий о сюжете оставила и Кэтрин Лютер. Английский дубляж аниме, по мнению критиков, был сделан «очень удачно». Джеффри Харрис посчитал, что лучшим из участвующих в проекте актёров озвучки был Кристофер Сабат. Харрис назвал аниме «милым и местами элегантным зрелищем», особенно отметив главных персонажей. При этом он подверг критике отсутствие в DVD-издании дополнительных материалов. При рассмотрении анимационных фильмов Tsubasa и xxxHolic писатель Н. Д. Дэвидсон сказал, что Tsubasa, несмотря на малую продолжительность, понравится зрителям. Он положительно отозвался о пересечении сюжетов этих двух фильмов и нашёл между ними сходства в дизайне. Карло Сантос был более критичен по отношению к фильму, хотя и признал в нём «неплохую прорисовку». В списке канала TV Asahi аниме Tsubasa: Reservoir Chronicle заняло 59-ю позицию как одно из наиболее популярных в Японии аниме. В 2005 году аниме было удостоено 9-го места в списке популярных аниме журнала Animage, оно также заняло позицию в списке «Top Ten Anime of 2007» от IGN.
Параллельно с публикацией манги выпускалась также и OVA, помогшая популяризировать серию. Крис Беверидж признал, что качество серий OVA превосходит аниме, в частности потому, что серии были созданы на студии Production I.G вместо Bee Train. В следующем обзоре Беверидж нашёл события в OVA увлекательными. По его мнению, дизайны персонажей стали во многом похожи на те, что были представлены в оригинальной манге, а уровень анимации был признан более высоким по сравнению с обычным телевидением. Темы были обозначены как более жёсткие и зрелые. При этом обозреватели сочли, что для окончательного завершения сюжета не хватает ещё одной OVA-серии.